# Miagrammopes oblucus
Miagrammopes oblucus är en spindelart som beskrevs av Arthur M. Chickering 1968. Miagrammopes oblucus ingår i släktet Miagrammopes och familjen krusnätsspindlar.
Artens utbredningsområde är Jamaica. Inga underarter finns listade i Catalogue of Life.